# Vörösvirágú juhar
A vörösvirágú juhar (Acer japonicum) a szappanfavirágúak (Sapindales) rendjébe és a szappanfafélék (Sapindaceae) családjába tartozó faj. A japánkert egyik meghatározó és jellegzetes növényfaja.

## Elterjedése
Japán hegyvidéki erdeiben honos, többnyire száraz napos helyeken fordul elő.

## Leírása
Terebélyes, 10 méter magas lombhullató fa. Kérge szürke és sima. Levelei 7-13 ovális vagy lándzsás, erősen fűrészelt karéjra tagolódnak. Hosszuk és szélességük 13 cm. Fiatalon mindkét oldalon ezüstösen molyhosak, később kopaszok és sötétzöld felszínűek, ősszel vörösre színeződnek. Levélnyelük molyhos. Virágai aprók, bíborvörösek, sárga porzóval. Tavasszal, a lombfakadással egy időben lecsüngő bogernyőkben nyílnak. A termése 2,5 cm hosszú, zöld vagy pirosas termésszárnyú ikerlependék.
Több fajtája is elterjedt dísznövény:
- 'Vitifolium'. Valamivel nagyobb, 10-12 karéjú levelei vannak, amelyek fiatalon bronzosak, ősszel mélyvörösre színeződnek.
- 'Aconitifolium'. Mélyen szeldelt és erősen fűrészelt levelű fajta.
- 'Green Cascade'.

## Képek

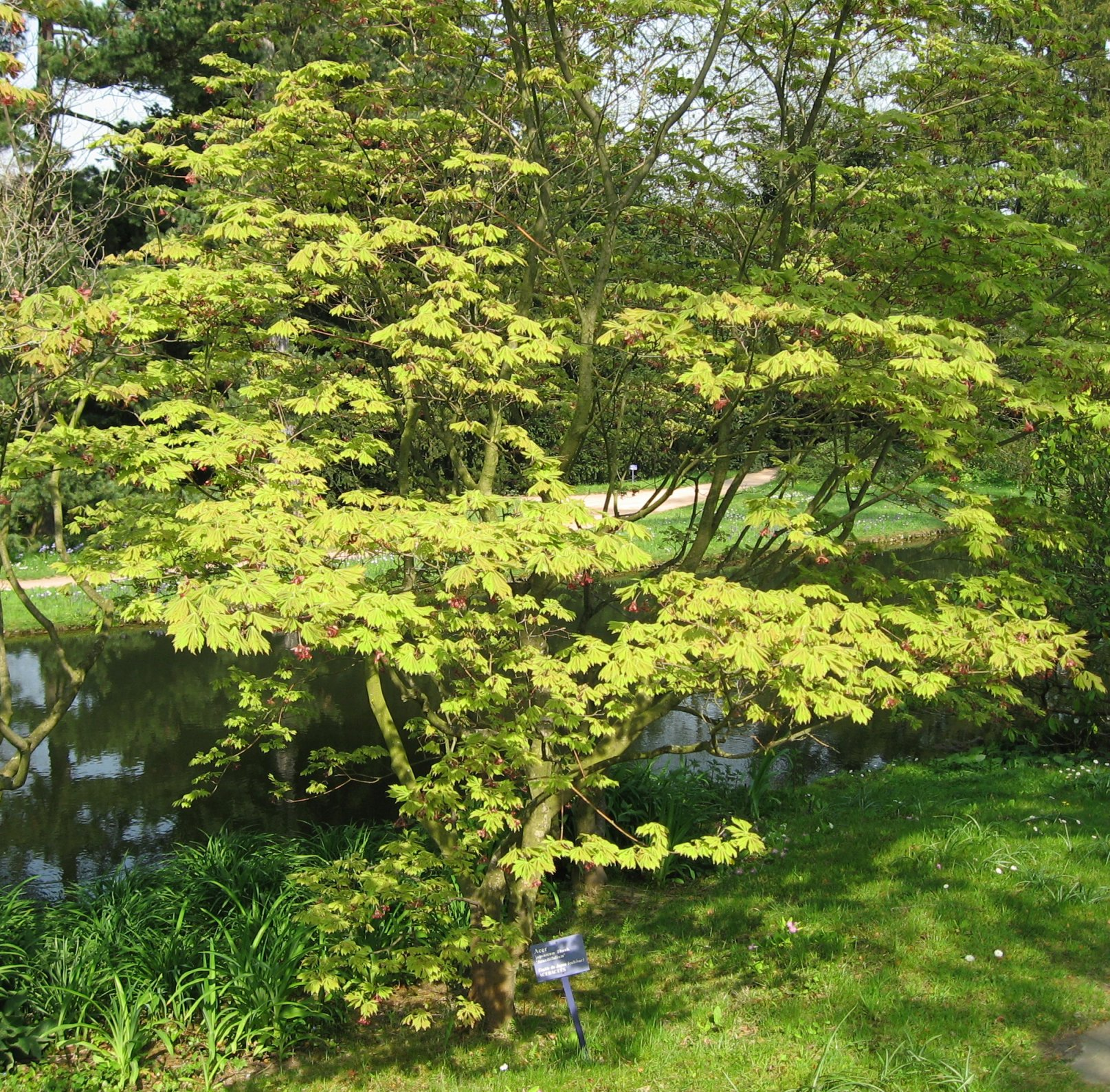
Habitusa
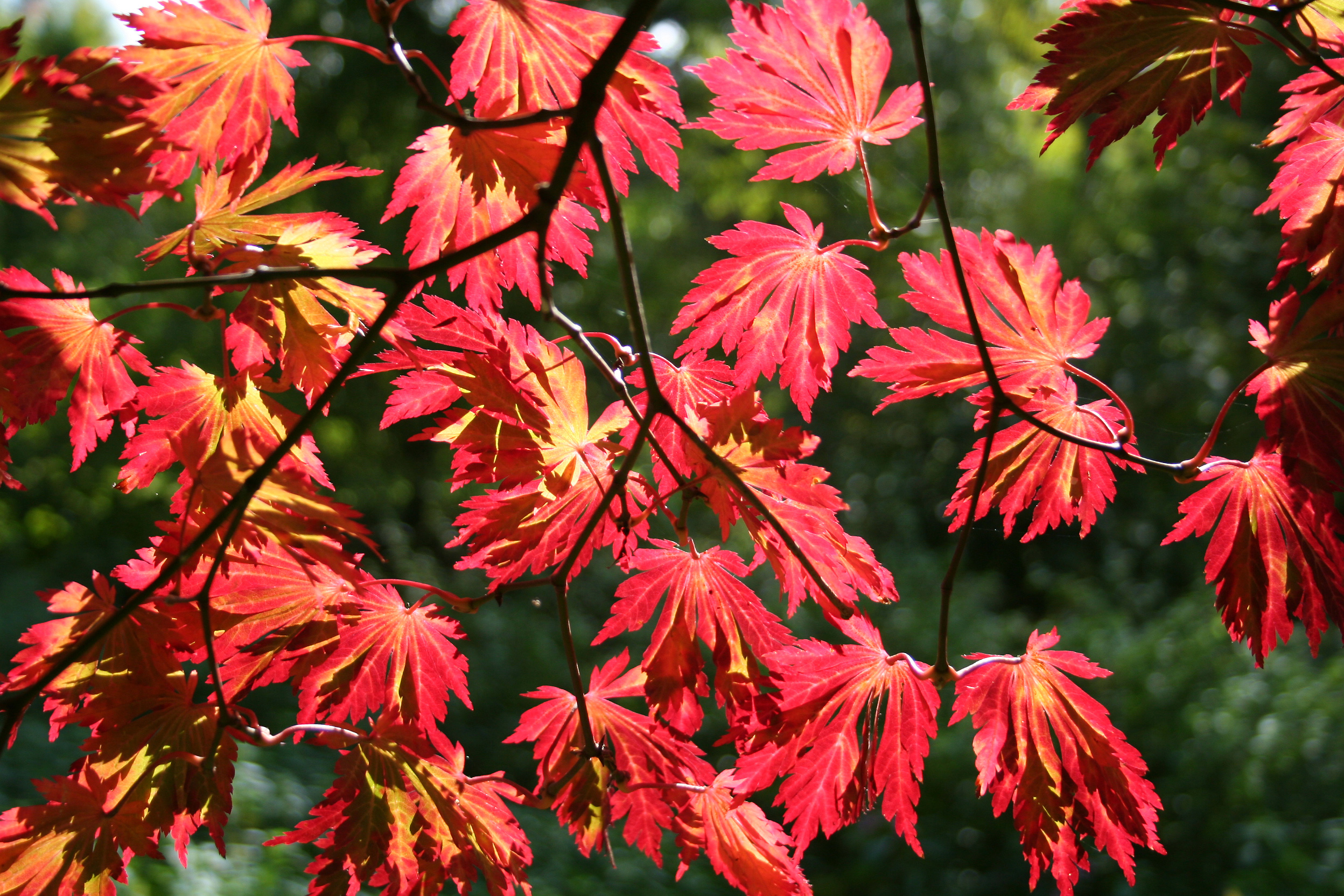
'Aconitifolium'
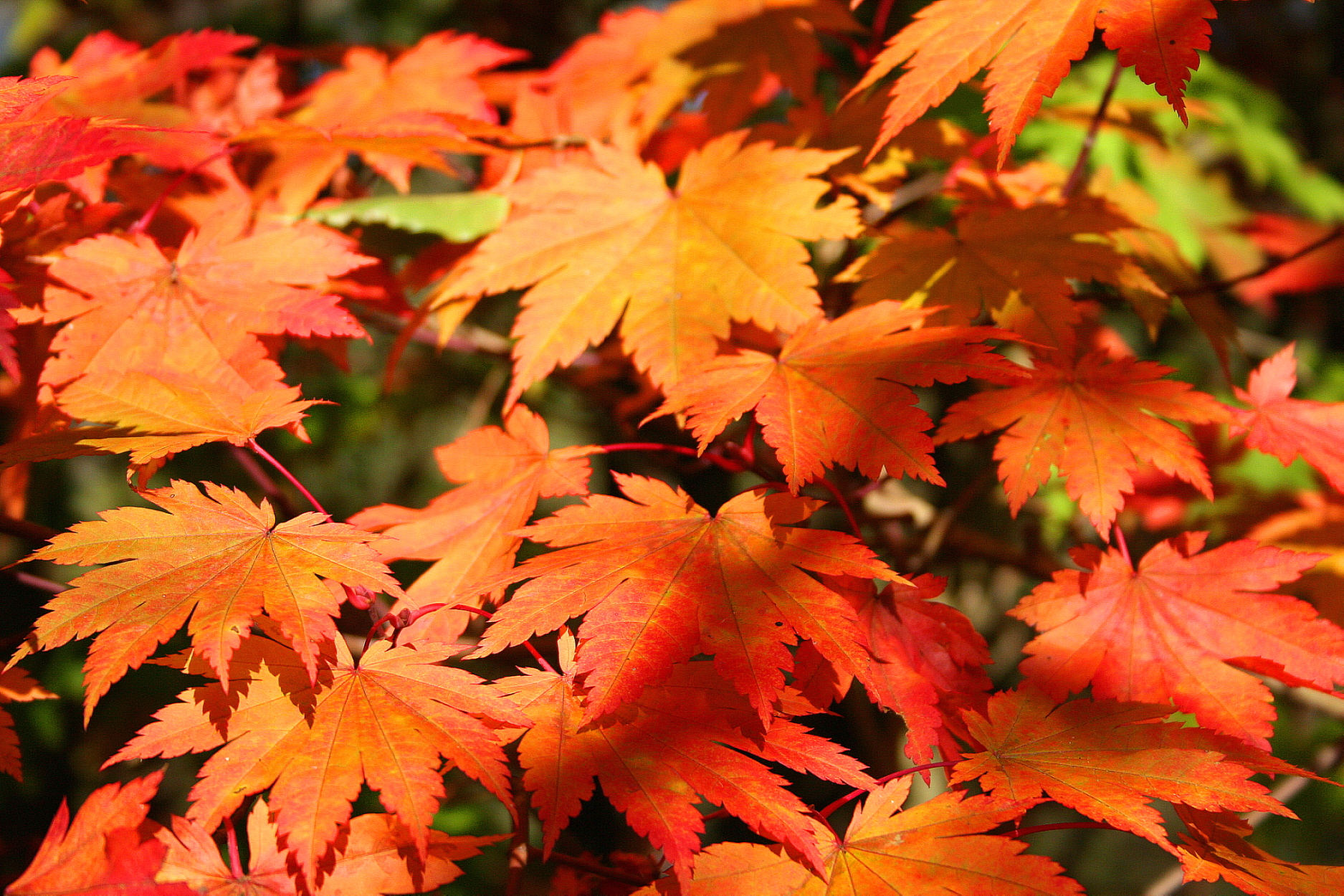
'Vitifolium'
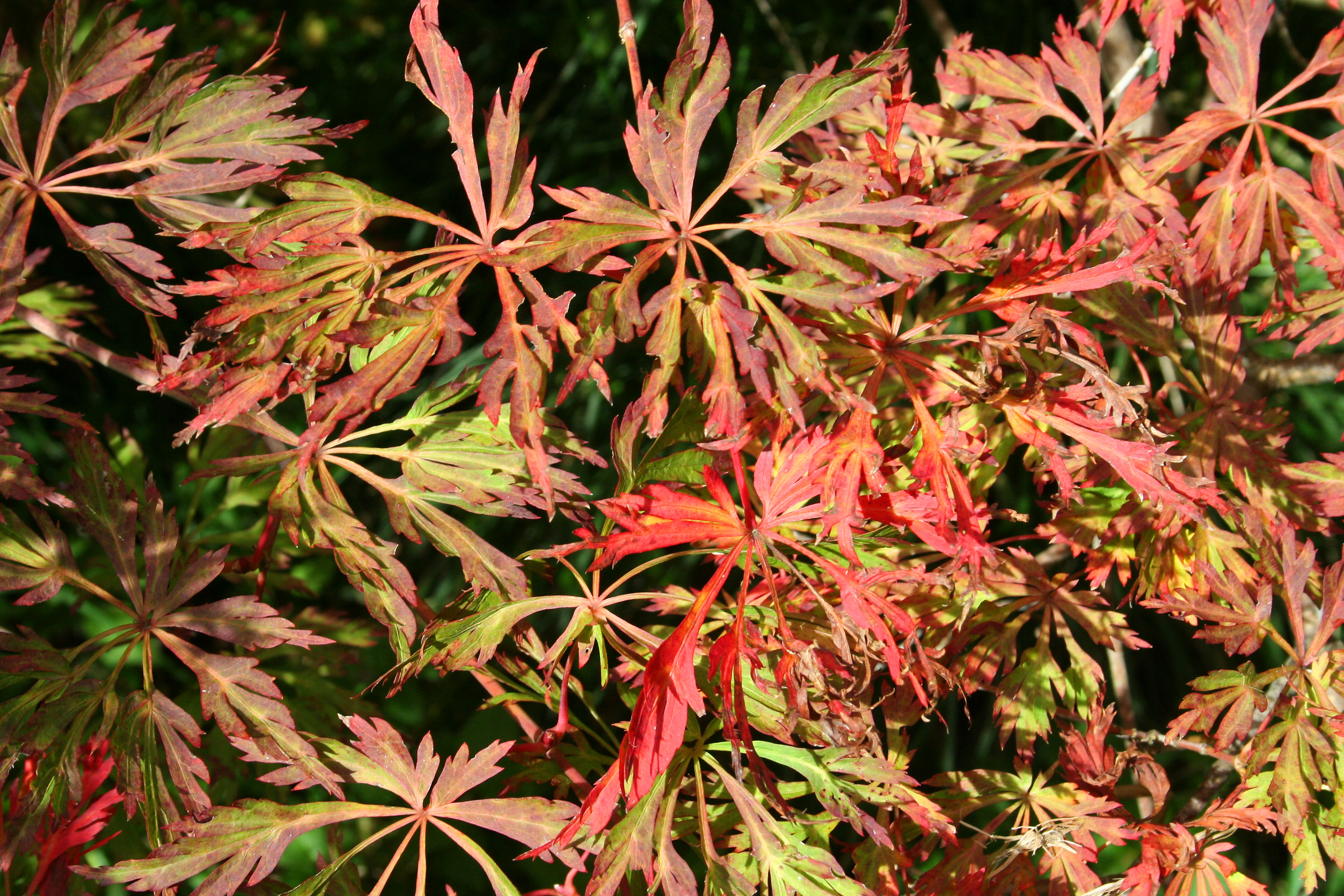
'Green Cascade'
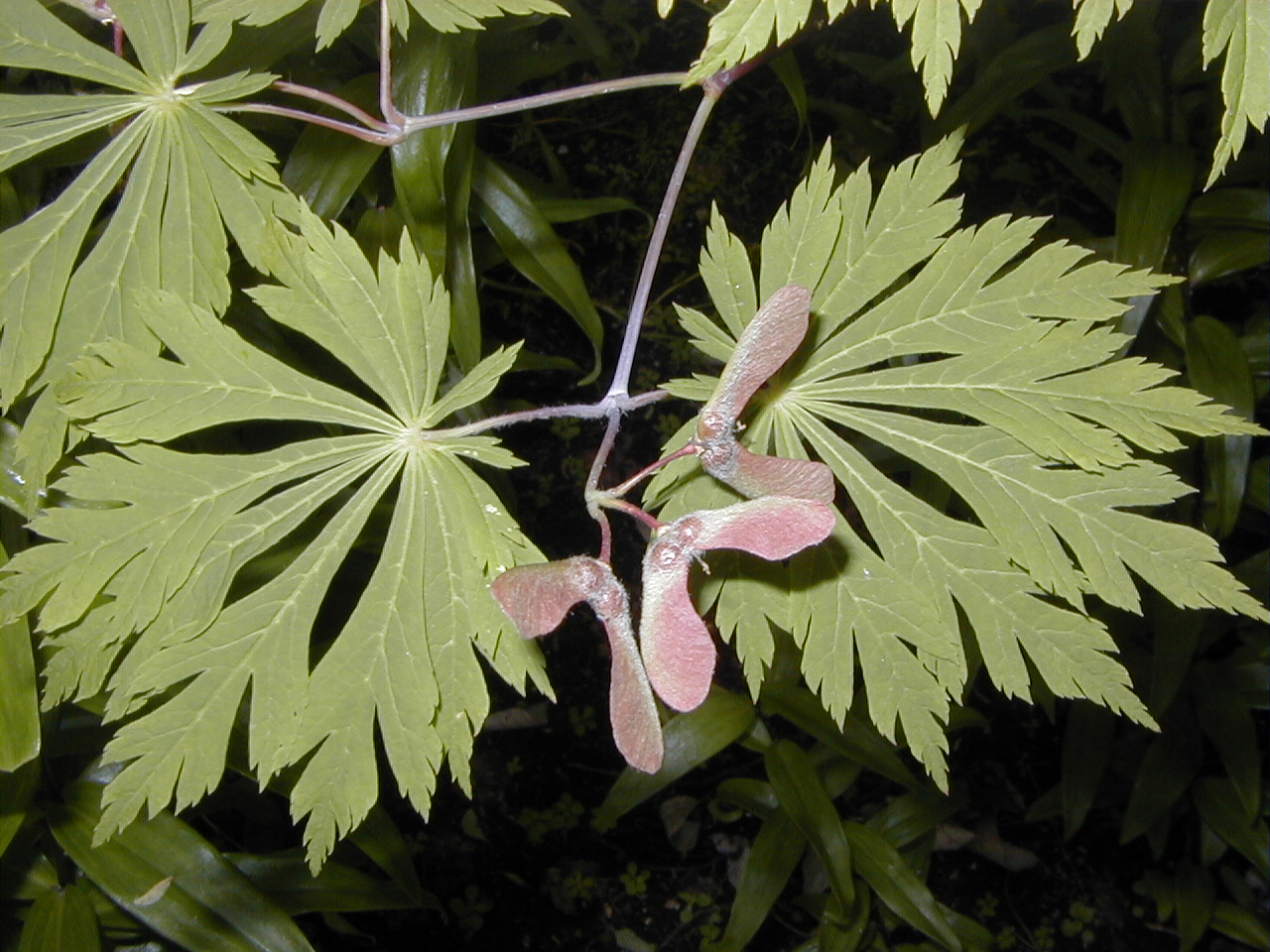
Termése